# الموتى السائرون: المدينة الميتة
الموتى السائرون: المدينة الميتة (بالإنجليزية: The Walking Dead: Dead City)‏ هو مسلسل رعب دراما أمريكي قادم مشتق من مسلسل الموتى السائرون ويتمحور المسلسل عن شخصية ماغي غرين ونيغن. المسلسل من بطولة لورين كوهان، جيفري دين مورغان، غايوس تشارلز وزيليكو افانيك ومن المتوقع عرضه في أبريل 2023 على قناة إيه إم سي.

## روابط خارجية
الموتى السائرون: المدينة الميتة على موقع IMDb (الإنجليزية)
- الموتى السائرون: المدينة الميتة على موقع ميتاكريتيك (الإنجليزية)
- الموتى السائرون: المدينة الميتة على موقع روتن توميتوز (الإنجليزية)
- الموتى السائرون: المدينة الميتة على موقع كينوبويسك (الروسية)
- الموتى السائرون: المدينة الميتة على موقع ألو سيني (الفرنسية)
- الموتى السائرون: المدينة الميتة على موقع قاعدة بيانات الفيلم (الإنجليزية)